# Helen Sharman
Helen Patricia Sharman (Sheffield, 30 maggio 1963) è un'astronauta e chimica britannica.
È stata la prima astronauta britannica ad andare in orbita nel 1991, visitando la stazione spaziale Mir.